# María Teresa Castillo
María Teresa Castillo (Cúa, 15 ottobre 1908 – Caracas, 22 giugno 2012) è stata una giornalista, attivista e politica venezuelana.
Imprenditrice culturale, fondò l'Ateneo di Caracas, un'importante istituzione culturale che promuove gli artisti di Caracas., di cui fu presidente dal 1958 fino alla morte nel 2012.
Come attivista dei diritti umani, diede un grande contributo alla formazione della sezione venezuelana di Amnesty International's nel 1978.

## Biografia
Nata in una hacienda chiamata "Bagre", si diplomò presso la scuola di comunicazioni sociali dell'Università Centrale del Venezuela. Castillo sposò il giornalista venezuelano Miguel Otero Silva nel 1946, con cui ebbe due figli, Miguel Henrique Otero (attuale editore del quotidiano El Nacional) e Mariana.
Nel 1989 fu eletta deputato alla Camera dei Deputati del Parlamento Venezuelano, ricoprendo l'incarico di primo presidente della commissione parlamentare permanente sulla cultura. Fu anche membro del comitato camerale sullo sviluppo regionale durante il suo mandato.
María Teresa Castillo morì a Caracas all'età di 103 anni.